# Каменица (Звечан)
Каменица (алб. Kamenicë или Kamenica) је насеље у општини Звечан, Косово и Метохија, Република Србија.

## Географија
Горња Каменица је мало насеље у изворишном делу долине Каменичке Реке, леве притоке Бањске Реке.Куће су по плиткој долини непосредно поред речног корита, а ниже брда Слуневице, Чукаре и Вршковца, сва три на левој страни речице. Вода се узима са извора Асанове Воде који је повише кућа. Њиве, баште и сенокосне ливаде су у окућницама и у плитким долинама бочних потока; места с њивама и ливадама називају се: Лазенице, Свудина Њива, Дугачки До, Кљуневица, Дубоки До, Орница, Навој, Просиште, Ћерана, Вршковац, Барајевско Г увно, Леси Поток, Круга, Гај, Бабин Гроб, Стража, Широки До, Пландишта, Пирамида код Мечкине Рупе. Брда су под травним рудинама и ситногорицом; ту су и пасишта.

## Историја
Повише кућа има два надгробна камена крста. Ту су имали кућу два брата, који су погинули од арамија (насилника) у почетку овога века и тако се њихов дом затро. Данашње гробље је на коси западно од насеља. По предању на месту данашњег насеља били су сточарски станови манастира Бањске. Као мало хришћанско насеље постојало је у другој половини 19. века. Земља је била у поседу Омер-аге из Митровице, који је имао у поседу и насеље Криваче на Рогозни и хан на Кадијачи под Рогозном.

## Порекло становништва по родовима
Године 1912. становништво се раселило, па се поново заселило 1917. године. Те године је ага одобрио, да се населе:
- Аксовић, 1 кућа, је од Рашића у селу Бањској Реци.

После Аксовића доселили су се:
- Радосављевићи, 2 куће, су од Трамбовића у Ловцу.

## Демографија
Према проценама из 2009. године које су коришћене за попис на Косову 2011. године, ово место је ненасељено.
| Година       | 1948 | 1953 | 1961 | 1971 | 1981 | 1991 | 2011 |
| ------------ | ---- | ---- | ---- | ---- | ---- | ---- | ---- |
| Становништво | 12   | 16   | 24   | 9    | 5    | 7    | 0    |

|  |